# Michael O'Laughlen

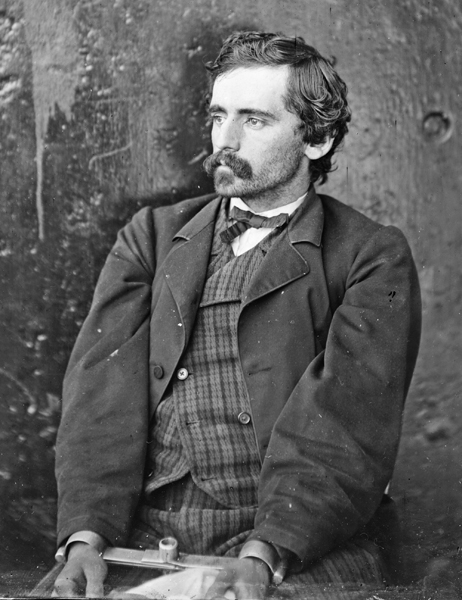
Michael O'Laughlen fotografiado después de su arresto por conspiración en el asesinato del presidente Abraham Lincoln.

Michael O'Laughlen, Jr. (3 de junio de 1840-23 de septiembre de 1867) fue un conspirador en el asesinato de Abraham Lincoln. El apellido O'Laughlen fue a menudo mal escrito por la prensa y otros como O'Laughlin, pero realmente era Michael O'Laughlen.

## Primeros años
O'Laughlen nació en Baltimore, Maryland. Era un amigo de infancia de John Wilkes Booth pues la familia vivía enfrente en la misma calle que los O'Laughlen. O'Laughlen aprendió la fabricación y venta de yeso ornamental. También aprendió el arte del grabado. Al inicio de la Guerra de Secesión O'Laughlen se unió al Ejército de los Estados Confederados pero fue dado de baja en junio de 1862. Regresó a Baltimore y se unió a su hermano en el negocio de la venta de alimentos.

## Conspiración
Michael O'Laughlen fue uno de los primeros reclutados por Booth en sus planes. En el otoño de 1864 O'Laughlen aceptó convertirse en co-conspirador en un plan para secuestrar al presidente Abraham Lincoln. Comenzó a pasar tiempo en Washington, D.C. con Booth pagando sus gastos. En la noche del 15 de marzo de 1865, O'Laughlen se reunió con Booth y otros conspiradores en el restaurante Gautier en la Avenida Pensilvania para hablar sobre el posible secuestro. Básicamente, el plan era secuestrar a Lincoln y llevarle a Richmond, Virginia con el propósito de intercambiarle por miles de prisioneros confederados.
Booth se enteró de que Lincoln planeaba asistir a una obra teatral matinal en el Campbell Hospital a las afueras de Washington el 17 de marzo de 1865. Booth, O'Laughlen, y los otros conspiradores planearon interceptar el carruaje del presidente. El grupo se apostó a lo largo de la carretera. Finalmente, un vehículo apareció a la vista y la pandilla se preparó. Pero el presidente había cambiado de planes y el carruaje era posiblemente el del presidente del Tribunal Supremo Salmon P. Chase. El intento de secuestro de Booth había fracasado. O'Laughlen regresó a Baltimore.
A finales de marzo Booth propuso otro plan de secuestro. Esta vez Lincoln sería capturado en el Teatro Ford, maniatado, y bajado con una cuerda al escenario. Entonces se llevarían al presidente a Richmond. Sin embargo, Booth no fue capaz de convencer a sus conspiradores de que este plan fuera factible.
Según O'Laughlen, esto dio fin a su apoyo a cualquier otro plan con Booth. Sin embargo, O'Laughlen regresó a Washington el día antes del asesinato de Lincoln. No está claro si se debió a la conspiración o sencillamente a pasar tiempo con amigos en Washington. En el juicio hubo un testimonio contradictorio sobre los movimientos de O'Laughlen el día del asesinato. En cualquier caso, O'Laughlen se entregó voluntariamente el lunes, 17 de abril de 1865.
O'Laughlen fue juzgado junto con Mary Surratt, Lewis Powell, George Atzerodt, David Herold, Samuel Arnold, Edmund Spangler y Samuel Mudd. El gobierno intentó probar que había seguido y acosado a Ulysses S. Grant en las noches del 13 y 14 de abril con la intención de matar y asesinar. Esto no pudo ser comprobado, pero no había duda que O'Laughlen fue un conspirador voluntario hasta finales de marzo. Fue encontrado culpable y condenado a cadena perpetua.

## Prisión
O'Laughlen fue enviado a Fort Jefferson en Dry Tortugas, Florida con Spangler, Arnold, y Mudd. Allí murió de fiebre amarilla.

## Después de su muerte
El 13 de febrero de 1869, el presidente Andrew Johnson ordenó que los restos de O'Laughlen fueran entregados a su madre. Su cuerpo fue entonces enviado al norte a Baltimore. Fue enterrado en el Green Mount Cemetery de Baltimore. John Wilkes Booth y Samuel Arnold también están enterrados en el mismo cementerio.

## En la ficción
Es un personaje en National Treasure: Book of Secrets. Entre las numerosas inexactitudes históricas de la película, O'Laughlen es retratado como un hombre de mediana edad (tenía de hecho 24 años en abril de 1865), y miembro de los Caballeros del Círculo Dorado.